# Diócesis de Abengourou
La diócesis de Abengourou (en latín: Dioecesis Abenguruensis y en francés: Diocèse d'Abengourou) es una circunscripción eclesiástica de la Iglesia católica en Costa de Marfil. Se trata de una diócesis latina, sufragánea de la arquidiócesis de Bouaké. Desde el 1 de julio de 2009 su obispo es Gbaya Boniface Ziri.

## Territorio y organización
La diócesis tiene 18 214 km² y extiende su jurisdicción sobre los fieles católicos de rito latino residentes en la región de Indénié-Djuablin (hasta 2011 fue la región de Moyen-Comoé) del distrito de Comoé.
La sede de la diócesis se encuentra en la ciudad de Abengourou, en donde se halla la Catedral de Santa Teresa del Niño Jesús.
En 2022 en la diócesis existían 58 parroquias.

## Historia
La diócesis fue erigida el 13 de septiembre de 1963 mediante la bula Sacrum Consilium del papa Pablo VI, obteniendo el territorio de la arquidiócesis de Abiyán y de las diócesis de Bouaké (hoy arquidiócesis) y de Katiola. Originalmente fue sufragánea de la arquidiócesis de Abiyán.
El 3 de julio de 1987 cedió una parte de su territorio para la erección de la diócesis de Bondoukou mediante la bula Qui benignissimo Dei consilio del papa Juan Pablo II.
El 19 de diciembre de 1994 pasó a formar parte de la provincia eclesiástica de la arquidiócesis de Bouaké.

## Estadísticas
Según el Anuario Pontificio 2023 la diócesis tenía a fines de 2022 un total de 729 246 fieles bautizados.
| Año                                                                             | Población            | Población | Población      | Sacerdotes | Sacerdotes    | Sacerdotes    | Bautizados por sacerdote | Diáconos permanentes | Religiosos | Religiosos | Parroquias |
| Año                                                                             | Bautizados católicos | Total     | % de católicos | Total      | Clero secular | Clero regular | Bautizados por sacerdote | Diáconos permanentes | Varones    | Mujeres    | Parroquias |
| ------------------------------------------------------------------------------- | -------------------- | --------- | -------------- | ---------- | ------------- | ------------- | ------------------------ | -------------------- | ---------- | ---------- | ---------- |
| 1969                                                                            | 60 649               | 421 661   | 14.4           | 23         | 23            |               | 2636                     |                      | 2          | 31         | 14         |
| 1980                                                                            | 94 000               | 634 000   | 14.8           | 36         | 12            | 24            | 2611                     |                      | 28         | 45         | 17         |
| 1990                                                                            | 100 360              | 542 000   | 18.5           | 23         | 10            | 13            | 4363                     |                      | 17         | 24         | 11         |
| 1997                                                                            | 200 000              | 700 000   | 28.6           | 30         | 29            | 1             | 6666                     |                      | 4          | 32         | 13         |
| 2000                                                                            | 209 621              | 500 000   | 41.9           | 27         | 26            | 1             | 7763                     |                      | 4          | 31         | 13         |
| 2001                                                                            | 213 536              | 500 000   | 42.7           | 26         | 26            |               | 8212                     |                      | 3          | 32         | 13         |
| 2002                                                                            | 217 000              | 500 000   | 43.4           | 30         | 30            |               | 7233                     |                      | 3          | 28         | 13         |
| 2003                                                                            | 219 500              | 500 000   | 43.9           | 36         | 36            |               | 6097                     |                      | 2          | 28         | 13         |
| 2004                                                                            | 210 200              | 500 000   | 42.0           | 44         | 44            |               | 4777                     |                      | 2          | 27         | 14         |
| 2006                                                                            | 295 000              | 600 500   | 49.1           | 49         | 49            |               | 6020                     |                      | 3          | 17         | 20         |
| 2011                                                                            | 333 000              | 690 000   | 48.3           | 56         | 56            |               | 5946                     |                      | 3          | 31         | 33         |
| 2012                                                                            | 480 412              | 1 248 676 | 38.5           | 63         | 63            |               | 7625                     |                      | 3          | 35         | 37         |
| 2015                                                                            | 458 520              | 1 271 450 | 36.1           | 70         | 68            | 2             | 6550                     |                      | 6          | 18         | 47         |
| 2018                                                                            | 469 352              | 1 284 594 | 36.5           | 84         | 82            | 2             | 5587                     |                      | 6          | 28         | 49         |
| 2020                                                                            | 493 280              | 1 351 420 | 36.5           | 93         | 90            | 3             | 5304                     |                      | 6          | 23         | 51         |
| 2022                                                                            | 729 246              | 2 070 394 | 35.2           | 95         | 95            |               | 7676                     |                      | 5          | 59         | 58         |
| Fuente: Catholic-Hierarchy, que a su vez toma los datos del Anuario Pontificio. |                      |           |                |            |               |               |                          |                      |            |            |            |

## Episcopologio
- Eugène Abissa Kwaku † (13 de septiembre de 1963-10 de agosto de 1978 falleció)
- Laurent Yapi † (12 de enero de 1979-17 de agosto de 1980 falleció)
- Bruno Kouamé † (26 de marzo de 1981-21 de noviembre de 2003 retirado)
- Jean-Jacques Koffi Oi Koffi (21 de noviembre de 2003-3 de enero de 2009 nombrado obispo de San-Pédro en Costa de Marfil)
- Gbaya Boniface Ziri, desde el 1 de julio de 2009